# Bâton de maréchal

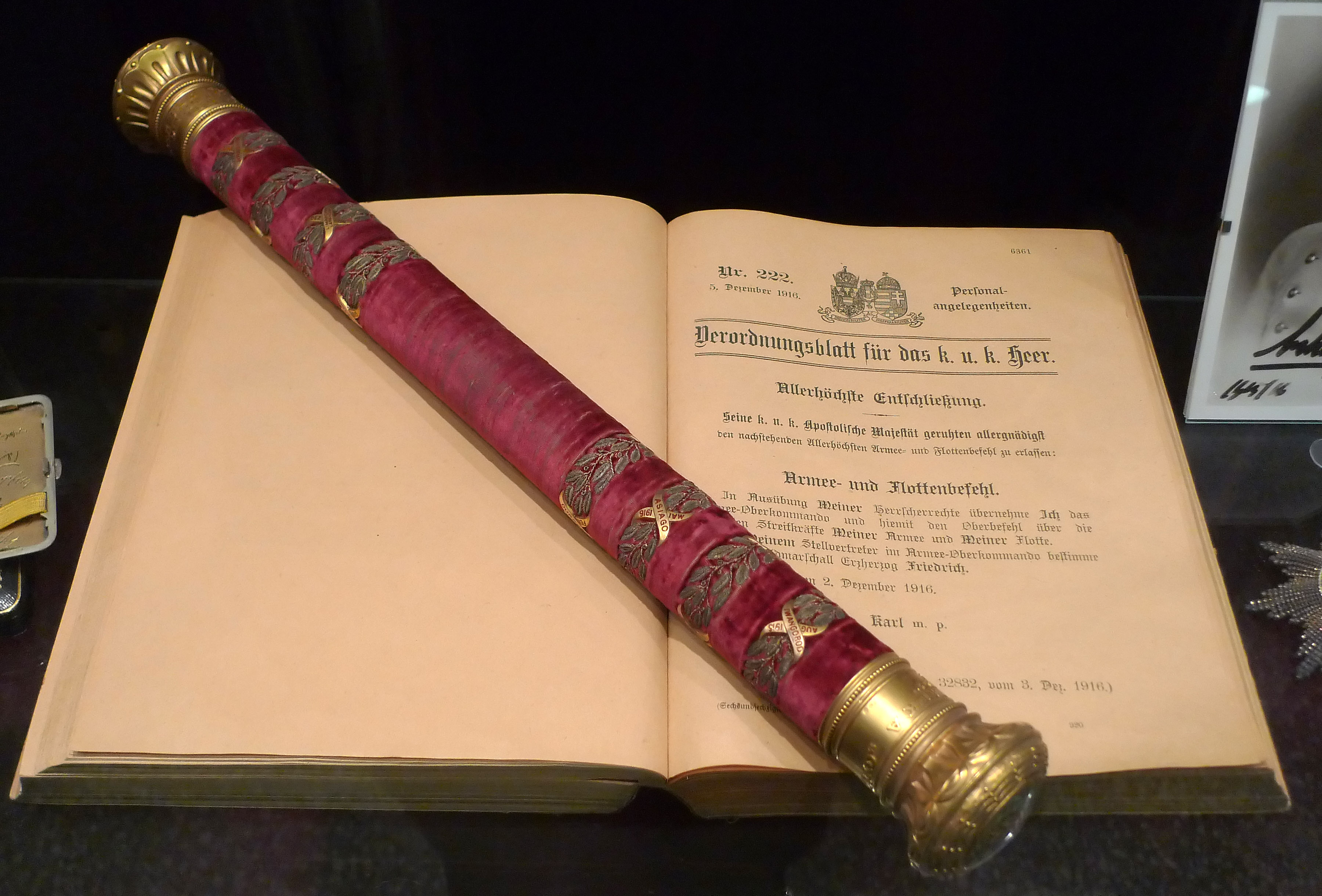
Bâton de maréchal de Frédéric de Teschen.

Un bâton de maréchal est un objet sous la forme d'un bâton décoré épais et court, généralement fait de bois ou de métal, qui fait partie de l'uniforme d'un maréchal. Il distingue donc lors des cérémonies, un officier militaire de haut rang.
Le bâton de maréchal n'a aucune fonction pratique, c'est un élément d'apparat qui est un héritage du sceptre royal.

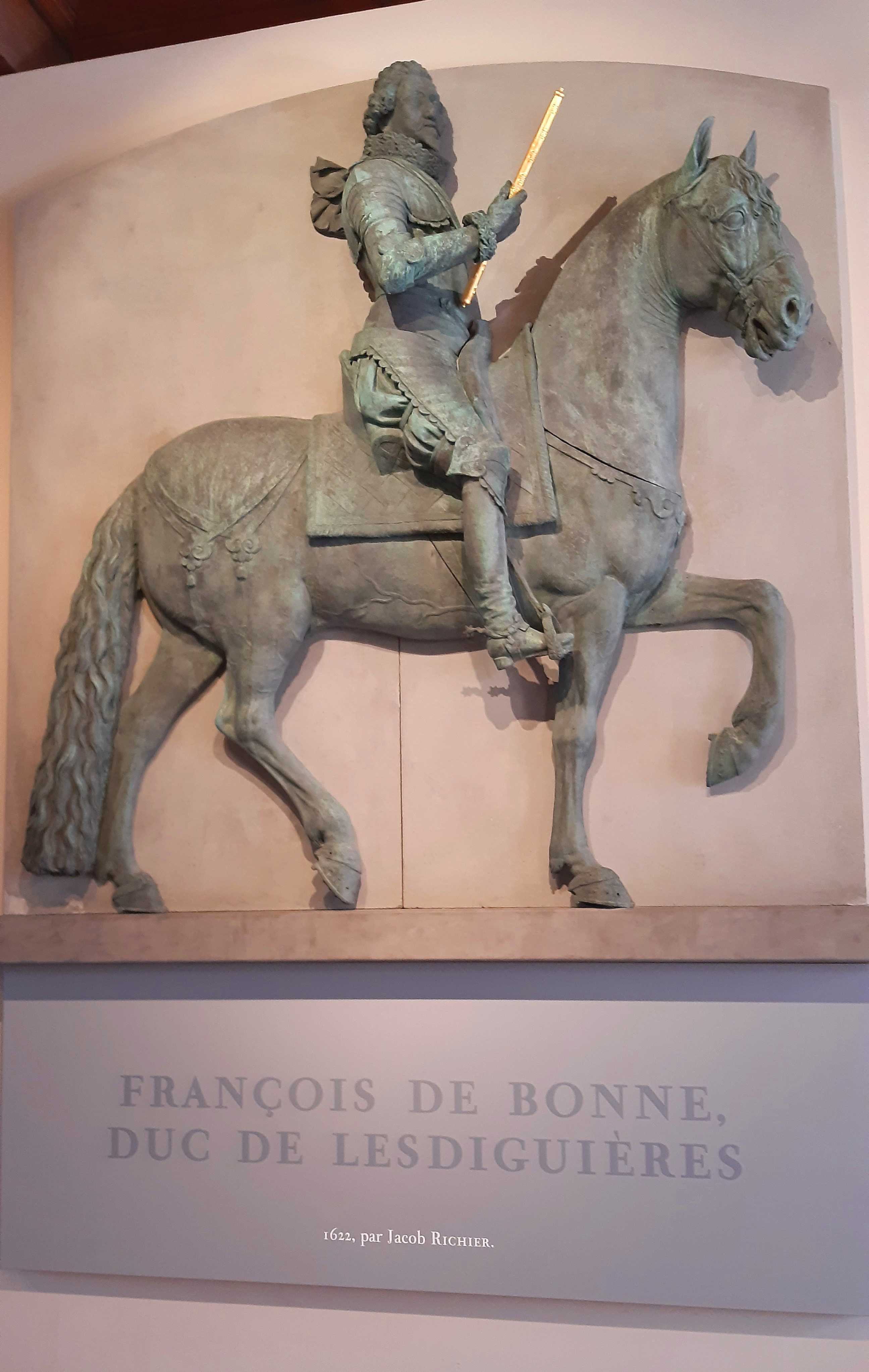
Lesdisguières tenant son bâton de maréchal en 1622 (musée de la Révolution française).
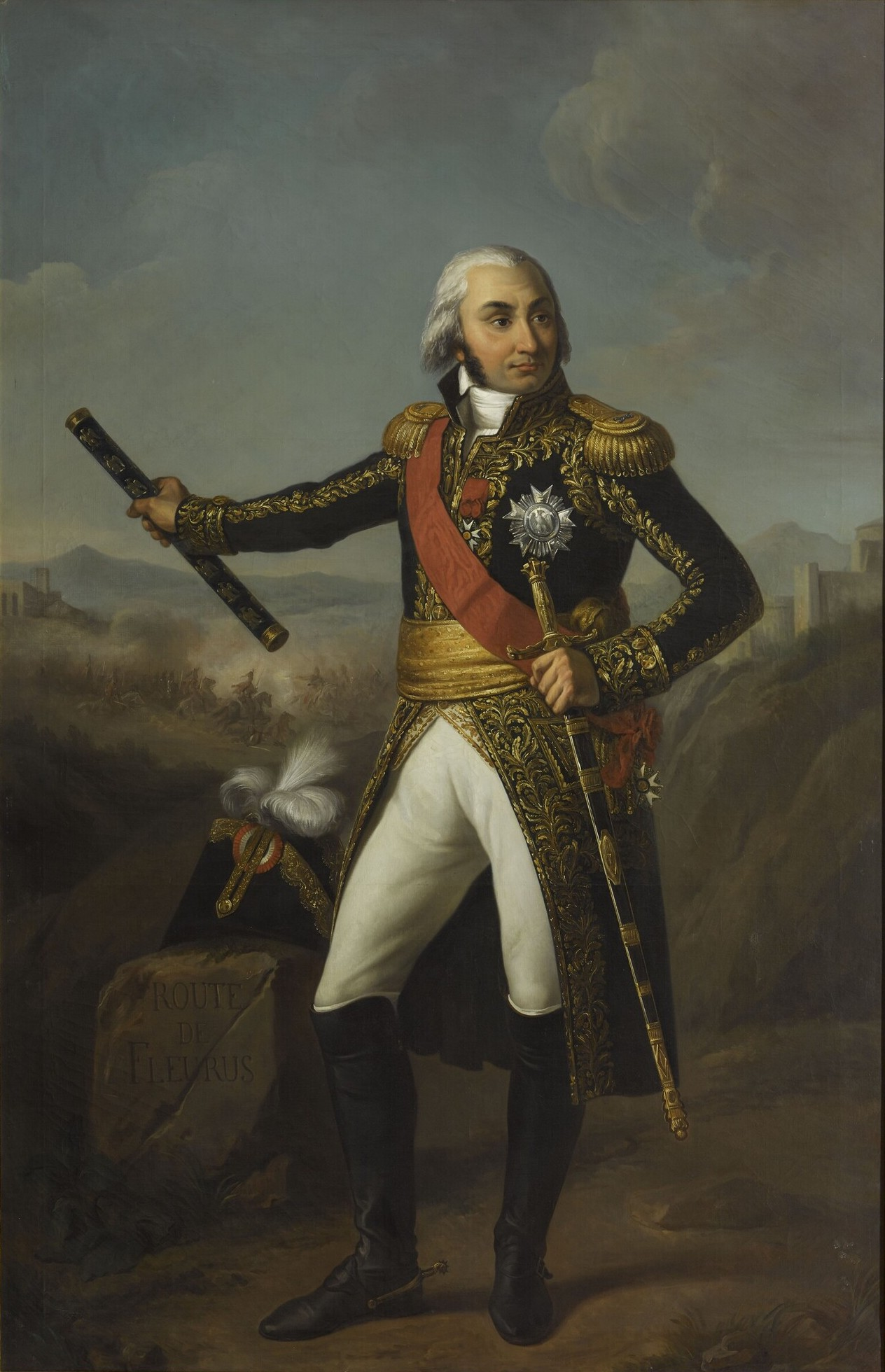
Jean-Baptiste Jourdan avec son bâton de maréchal.
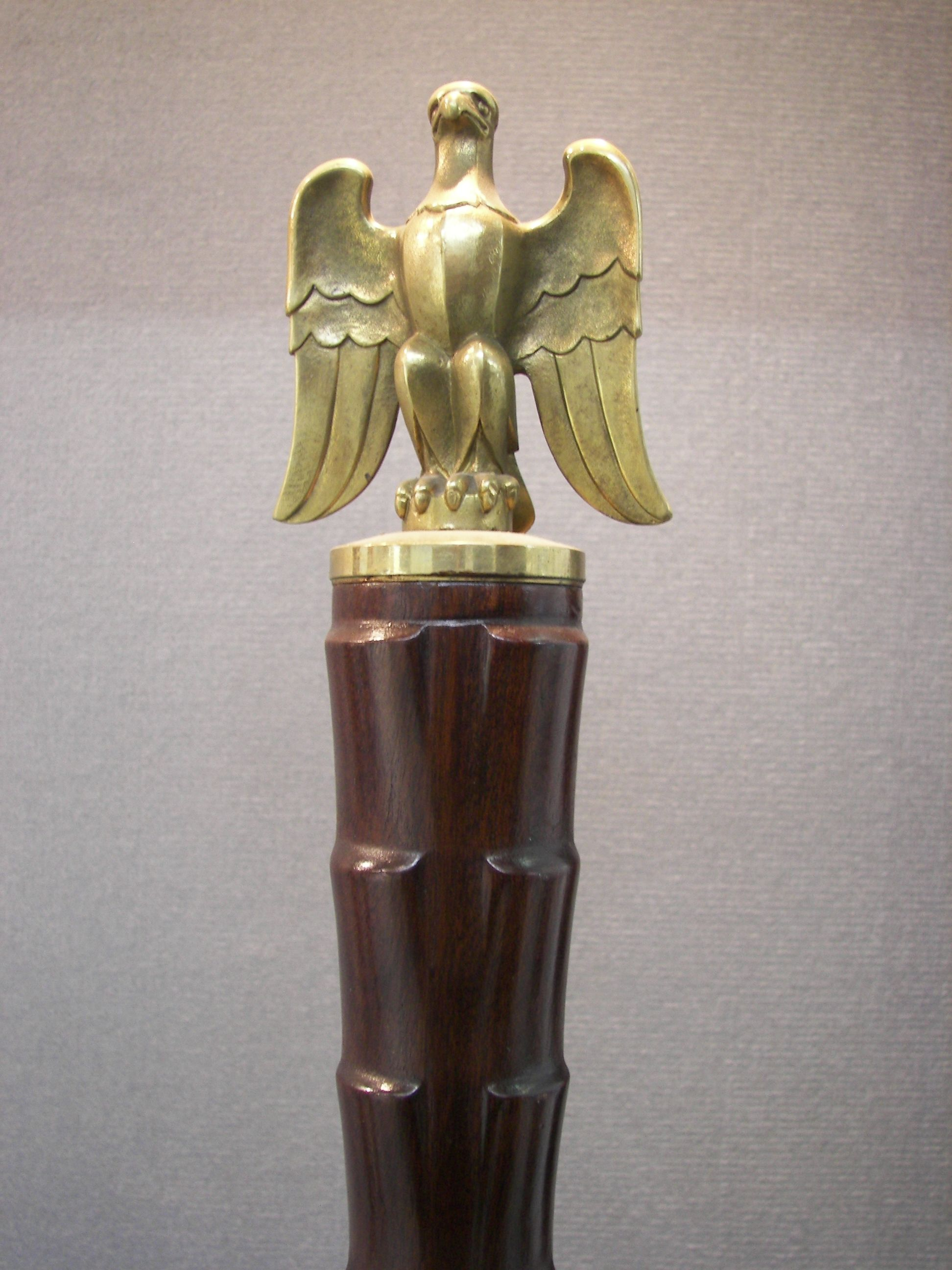
Embout en forme d'aigle sur un bâton de maréchal (président de la Diète de Pologne).
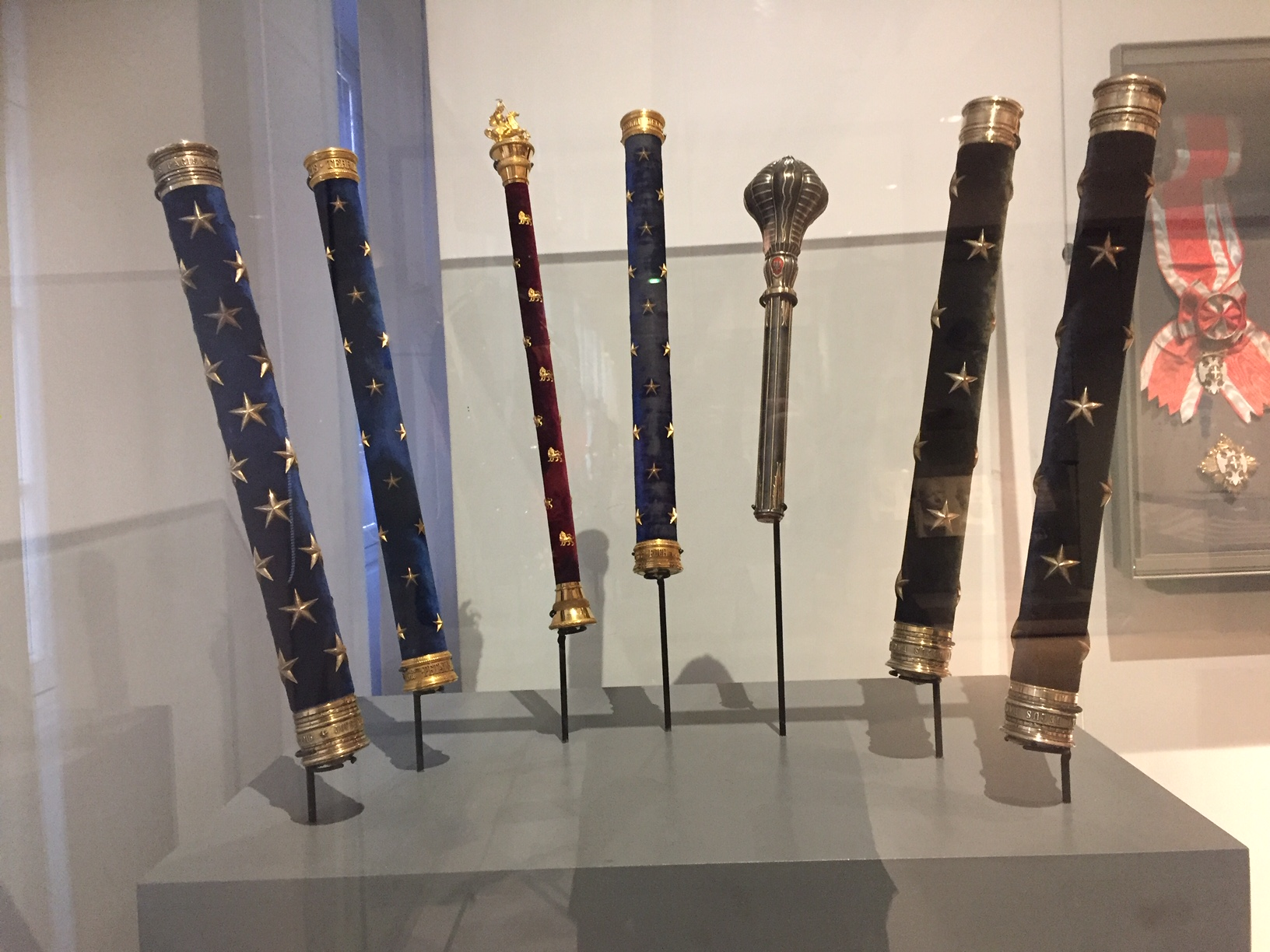
Les baton des maréchaux de la 1re Guerre mondiale, de gauche a droite : Bâton de maréchal de Joffre, Bâton de maréchal de Pétain, Bâton de maréchal de Grande-Bretagne de Foch, Bâton de maréchal de France de Foch, Bâton de maréchal de Pologne de Foch, Bâton de maréchal de Lyautey, Bâton de maréchal de Fayolle. Conservé au musée de l'armée.
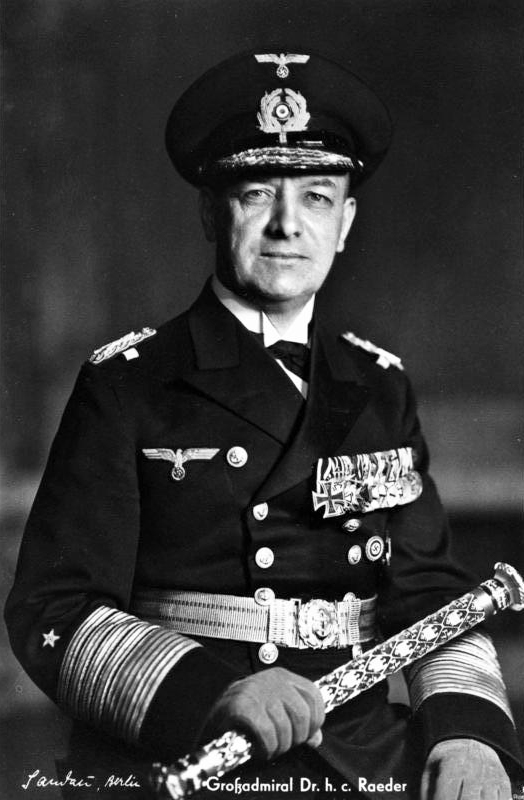
Erich Raeder avec son bâton de maréchal.
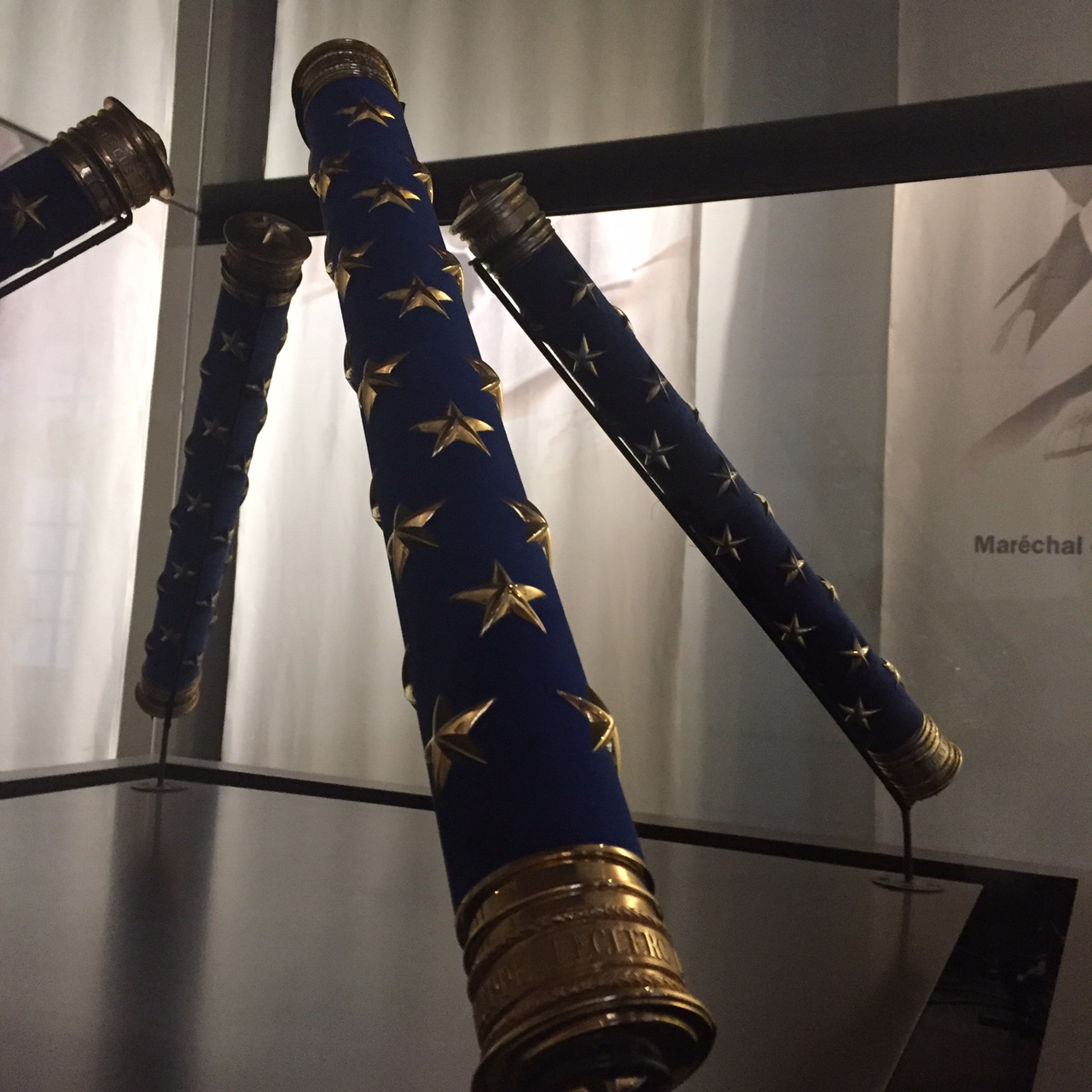
Le bâton de maréchal de Philippe Leclerc de Hauteclocque conservé au musée de l'armée.
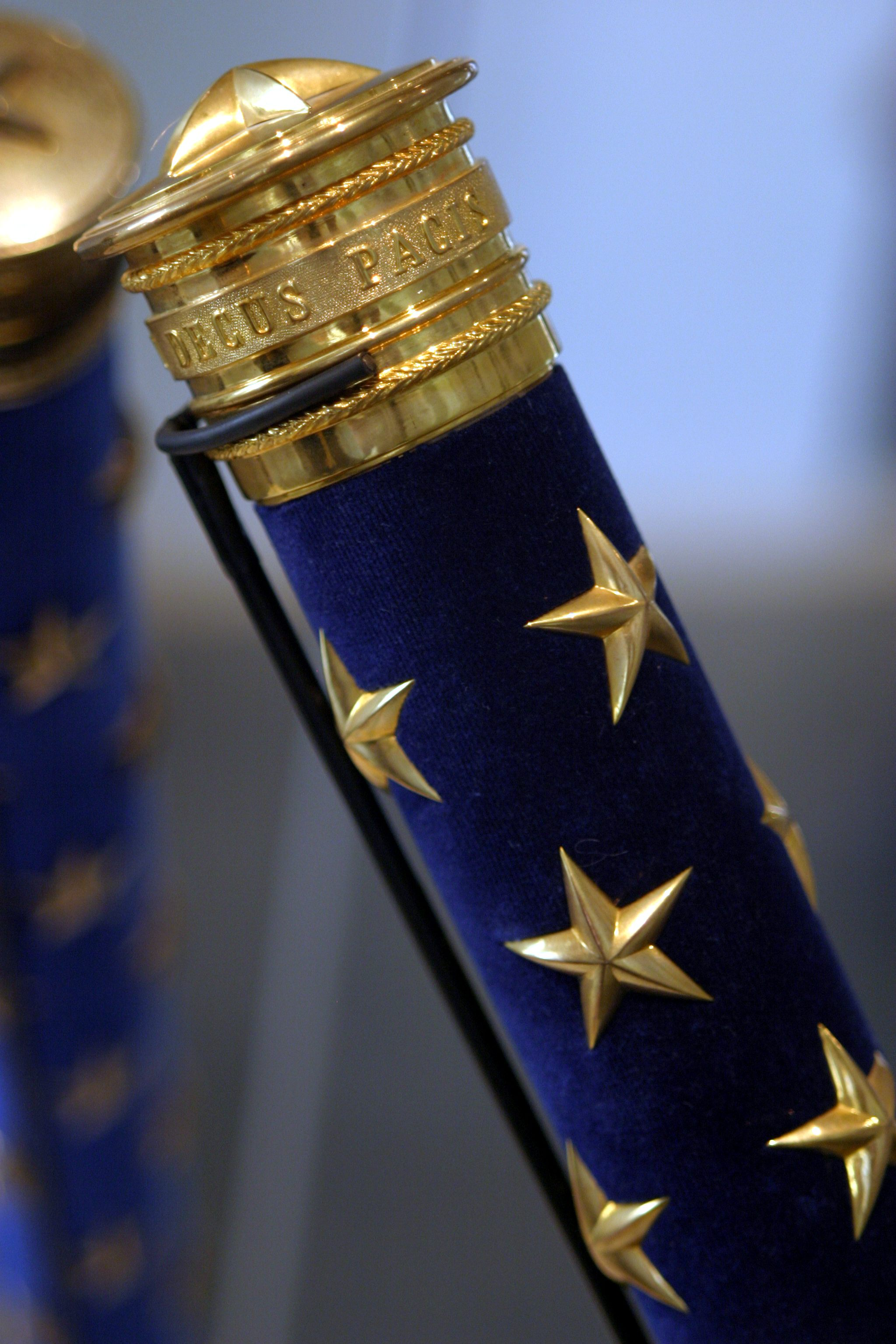
Bâton d'un maréchal de France moderne.